# オウム真理教薬物密造事件
オウム真理教薬物密造事件（オウムしんりきょうやくぶつみつぞうじけん）とは、オウム真理教が組織的に、違法に薬物を密造していた事件。

## 概要
オウム真理教教祖の麻原彰晃は信者獲得のために幻覚作用のある薬物をイニシエーションと呼ばれる宗教儀式に使用をすることを思いつき、LSDや覚醒剤や幻覚剤「メスカリン」の密造を指示した。また、オウム真理教では麻酔剤（アモバルビタール・チオペンタール）をイニシエーションと呼ばれる宗教儀式だけでなく、半覚醒状態にしてスパイかどうかのチェックをするために使用していたが、オウム真理教附属医院として麻酔剤の大量購入は業者に怪しまれるということになり、麻酔剤のチオペンタールの密造に着手した。
その結果、オウム真理教は以下のような薬物の密造をし、信者に使用された。
- 1994年4月から1994年11月にかけてLSDを計115g密造した（麻薬及び向精神薬取締法違反）。
- 1994年7月から1995年2月にかけて覚醒剤を計227g密造した（覚せい剤取締法違反）
- 1994年11月から1995年2月にかけて麻酔剤「チオペンタール」を少なくとも計1700g密造した（薬事法違反）。
- 1994年12月から1995年3月にかけて幻覚剤「メスカリン」を約6kg密造した（麻薬及び向精神薬取締法違反）。

1995年3月の地下鉄サリン事件以降、オウム真理教への捜査が進み、教団幹部及び信者が逮捕された。逮捕された容疑者の中には薬物密造の過程で原料の計量や調合をしていた15歳の少年もいた。教祖の麻原彰晃、薬物密造の中心を担った幹部である土谷正実や遠藤誠一、LSDの材料となる原料をロシアから持ち込んだ早川紀代秀、薬物密造に関与した信者が起訴された。
刑事裁判では早川紀代秀や薬物密造に関与した信者らの有罪が確定し、麻原彰晃の関与も認定された。しかし、麻原彰晃の刑事裁判の長期裁判を懸念する声が出たために、「他被告と比較して極端に審理が長くなってる麻原被告の公判を少しでも短縮できる」「取り消しても、麻原被告の量刑に大きく影響を及ぼすことはない」「他の被告の公判に与える影響も少ない」として裁判の短縮のために2000年10月に検察は被害者のいない4つの薬物密造事件の公訴取り消しを申し立て、東京地裁は公訴棄却とした。同じく、薬物密造事件を含めた刑事裁判で一審判決が出ていなかった土谷正実と遠藤誠一についても、4つの薬物密造事件の公訴取り消しを申し立て、東京地裁は公訴棄却とした。
2012年6月3日に長期間逃亡していた菊地直子が逮捕された際、土谷正実の刑事裁判での検察側冒頭陳述において菊地直子が麻酔剤「チオペンタール」や覚醒剤の密造に関与していたと報道されたが、麻原彰晃の裁判の審理促進を目的として2000年10月に薬物密造事件の公訴取消をしていた経緯から、菊地は薬物密造事件では起訴されなかった。